# In dulci jubilo
Nun singet und seit froh
In dulci jubilo (latin) : "Dans la douce réjouissance"
In dulci jubilo est un chant de Noël allemand, Nun singet und seit froh, dont on considère qu'il a été écrit au XIVe siècle. Dans sa version originale, il s'agit d'un texte macaronique mêlant allemand et latin, et qui remonte à une des dernières périodes du Moyen Âge ; il est généralement attribué au mystique dominicain Henri Suso (v. 1328). Il en existe de nombreuses versions, notamment en anglais, français, italien, néerlandais, norvégien, suédois... très fréquemment interprétées dans le monde occidental à l'époque de Noël. Les versions macaroniques en néerlandais/latin sont en relation avec un mouvement néerlandais de l'époque qui était appelé la Dévotion moderne (en latin : Devotio moderna).
Dietrich Buxtehude a composé sur l'air d’In dulci jubilo sa cantate-choral BuxWV 52 et son prélude de choral BuxWV 197. Jean-Sébastien Bach a fait de même pour le prélude de choral BWV 729, traditionnellement interprété à la fin des offices religieux de Noël. En 1975, Mike Oldfield en a donné une version instrumentale à succès dans son double single In Dulci Jubilo / On Horseback.
Deux adaptations en français ont été faites : "Beau temps de Noël" (dans les églises luthériennes), et "Chantons d'un coeur joyeux" (H.Blocher, recueil des églises Romandes), réédité dans le recueil "A toi la Gloire" n°107 en 1988).

## Textes
| texte original allemand | texte original allemand-latin | traduction littérale |
| --- | --- | --- |
| Nun singet und seid froh, Jauchzt alle und sagt so Unsers Herzens Wonne Liegt in der Krippen bloß Und leucht’ doch als die Sonne In seiner Mutter Schoß. Du bist A und O Du bist A und O. Sohn Gottes in der Höh’ Nach dir ist mir so weh. Tröst mir mein Gemüte O Kindlein zart und rein Durch alle deine Güte O liebstes Jesulein. Zeuch mich hin nach dir Zeuch mich hin nach dir. Groß ist des Vaters Huld Der Sohn tilgt unsre Schuld. Wir warn all’ verdorben Durch Sünd’ und Eitelkeit. So hat Er uns erworben Die ewig’ Himmelsfreud’. Eia, wärn wir da ! Wo ist der Freuden Ort ? Nirgends mehr denn dort Da die Engel singen Mit den Heil’gen all’ Und die Psalmen klingen Im hohen Himmelssaal. Eia, wärn wir da ! | In dulci jubilo Nun singet und seid froh ! Unsers Herzens Wonne Liegt in præsepio. Und leuchtet als die Sonne Matris in gremio Alpha es et O Alpha es et O. O Jesu parvule Nach dir ist mir so weh Tröst mir mein Gemüte O Puer optime Durch alle deine Güte O Princeps gloriæ Trahe me post te Trahe me post te. Ubi sunt gaudia ? Nirgend mehr denn da Da die Engel singen Nova cantica Und die Schellen klingen Regis in curia. Eia, wärn wir da Eia, wärn wir da! Mater et filia Ist Jungfrau Maria Wir wären gar verloren Per nostra crimina So hast du uns erworben Caelorum gaudia. Maria, hilf uns da Maria, hilf uns da! | À présent chantez et soyez heureux Réjouissez-vous tous et dites ainsi Notre joie du cœur Repose nu dans la crèche Et brille cependant tel le soleil Contre le sein de sa mère. Tu es l'alpha et l'oméga Tu es l'alpha et l'oméga. Fils de Dieu dans le Haut (Ciel), Après (Sans) toi, je suis si mal. Console-moi mon esprit, Ô petit enfant doux et pur, Par toutes tes bontés, Ô petit Jésus adoré. Amène-moi près de toi Amène-moi près de toi. Grande est la grâce du Père Le Fils paie notre faute. Nous étions tous corrompus Par le péché et la vanité. Ainsi Il nous a acquitté L’éternelle joie des cieux. Ah, si nous étions là ! Où est le lieu de joie ? Nulle part plus qu’ici Là, les anges chantent Avec tous les saints Et les psaumes sonnent Dans la grande salle céleste. Ah, si nous étions là ! |